# Slowdive
Slowdive là một ban nhạc rock người Anh thành lập tại Reading, Berkshire năm 1989. Ban nhạc gồm có Rachel Goswell (hát/guitar), Simon Scott (trống), Neil Halstead (hát/guitar), Nick Chaplin (bass) và Christian Savill (guitar). Ngoài ra còn một số cựu thành viên khác, gồm Ian McCutcheon, Adrian Sell, và Neil Carter.
Goswell và Halstead đã là bạn từ thuở nhỏ tại Reading, Berkshire, và cả cùng hai lập ra Slowdive vào tháng 10 năm 1989. Scott rời nhóm năm 1994, Savill và Chaplin cũng rời nhóm không lâu sau khi phát hành Pygmalion, và các thành viên còn lại quyết định đổi tên nhóm thành Mojave 3. Slowdive tái hợp năm 2014.
Âm nhạc của Slowdive được mô tả là dream pop, shoegazing, indie rock và ambient.

## Thành viên
- Neil Halstead — hát, guitar, keyboard
- Rachel Goswell — hát, guitar, tambourine
- Nick Chaplin — bass
- Christian Savill — guitar
- Simon Scott — trống

## Đĩa nhạc
- Just for a Day (1991)
- Souvlaki (1993)
- Pygmalion (1995)
- Slowdive (2017)
- everything is alive (2023)